# Hayley Kiyoko
Hayley Kiyoko (Los Angeles, Kalifornia, 1991. április 3. –) amerikai énekesnő, színésznő, táncos és dalszerző. Legismertebb szerepe Vilma Dinkley volt a Scooby-Doo 2009-es és 2010-es élőszereplős tévéfilmekből, de olyan Disney-sorozatokban is feltűnt, mint a Varázslók a Waverly helyből, a Zeke és Luther és a 2011-es Limonádé c. sikerfilm egyik főszereplőjét, Stellát alakította. A The Stunners nevezetű lánybanda tagja volt, 2013-ban pedig megjelent első szóló EP-je, A Belle to Remember címmel.

## Előélete
Hayley Kiyoko Alcroft néven látta meg a napvilágot 1991. április 3-án Jamie Alcroft és Sarah Kawahara lányaként Los Angelesben, Kaliforniában. Ereiben japán, angol és skót vér is folyik. Kezdetben a tánc volt számára az első, azonban már fiatal korában belekóstolt a színészet világába is, hiszen számtalan reklámban feltűnt, többek között olyan nemzetközi cégeknél, mint a GM OnStar, a Slim Jim és a Cinnamon Toast Crunch.
Hatéves korában kezdett el dobleckéket venni, és zenét komponálni, szerzeményeit pedig 11 évesen a helyi zeneboltban adta el. Fontos volt számára a tanulás és az iskola is, ezért diákelnök volt a középiskolában és más fontos szerepkörben is kipróbálta magát. Ő alapította a The Agoura High Step Team nevezetű csapatot és a koreográfus szerepét is magára vállalta, ezáltal pedig az iskolai klubok közé emelte a tánckart, akik 3. helyezettek lettek 2005-ben az államin.
Az érettségi után a New Jersey-i egyetemhez tartozó Clive Davis School of Recorded Music intézményben folytatta volna tanulmányait, de végül a halasztás mellett döntött, mivel ekkor kezdett beindulni karrierje.

## Színészi karrier
Ötévesen fedezték fel színészi tehetségét, amikor egy barátját elkísérte egy fotózásra és reklámfelvételre. A rendező akkor megkérte, hogy álljon a kamera elé, és végül a KnowledgeWare reklámarca lett. Később a Nickelodeon munkatársai Culver City műjégpályáján pillantották meg és felkérték, hogy legyen narrátora az I'm Hayley, a Skater c. rövidfilmnek, ami egy sportoló kislányról szól. Ezek után iskolai darabokban is játszott, hetedik osztályos korában pedig saját reklámügynököt fogadtak neki, miután látták, hogy mennyi hozzá hasonló eurázsiai lány szerepel J. C. Penney-reklámokban. 2007-ben megkapta első kisebb szerepét a Nincs mese c. sorozat egy részében és meghallgatásokra járt, ahol számos alkalommal őt választották ki, de elmondása szerint akkor a színészkedést csak azért csinálta, hogy pénzt gyűjtsön a főiskolára és zenei karrierjéhez.
Miután sikeresen leérettségizett és elballagott a középiskolából 2009-ben, megkapta első nagy filmszerepét Vilma Dinkley-ként a Scooby-Doo! Az első rejtély c. családi vígjátékban Kate Melton, Robbie Amell és Nick Palatas mellett. A szerepről majdnem lecsúszott imidzse miatt, végül mégis megkapta, és a szeptember 13-ai premieren összesen hatmillió nézőt vonzottak a képernyők elé, ezzel pedig a Cartoon Network történetének legnézettebb filmjét sikerült összehozniuk. Egy év múlva ismét Vilma bőrébe bújt a film folytatásában, a Scooby-Doo és a tavi szörny átkában, ami 3,4 milliós nézettséget tudhatott magáénak az első napon. A film premierje 2010. október 16-án volt, 2011. március elsején pedig DVD-n is megjelent.
Szintén 2010-ben feltűnt a Disney nagysikerű misztikus sorozatában, a Varázslók a Waverly helyből c. szériában, ahol összesen négy epizódon keresztül játszotta a gonosz varázslót, Stevie Nicholst. Ezután kapta meg a lázadó Stella Yamada szerepét a csatorna vadonatúj filmjében, a Limonádéban, ahol énektudását is megcsillogtatta Bridgit Mendler, Adam Hicks, Naomi Scott és Blake Michael oldalán. A családi musical premierje 2011. április 15-én volt az amerikai Disney Channel csatornán és majd hatmillió fiatalt ültetett a képernyők elé. A film megjelenése után számos show-ba kaptak meghívást, így szerepeltek a Good Morning Americában, The View-ban, Day Breakben és a So Random!-ban is.
A Limonádé nagy sikere után egy epizód erejéig feltűnt kollégája, Adam Hicks sorozatában is. 2011. május 23-án debütált a tengerentúlon a Zeke és Luther harmadik évadának 11. része, melyben a deszkás lány, Suzi Vandelintzer szerepében volt látható.
A Limonádé hatalmas sikere után 2012-ben felreppentek olyan hírek, miszerint második részt is fognak készíteni hozzá, ezen feltételezésekről azonban hamar kiderült, hogy nem fognak megvalósulni, mivel a stáb úgy érezte, már befejeződött a történet és nincs értelme a folytatásnak.
2012 februárjában megkapta Helen szerepét a Kék lagúna: Ébredés c. filmben, ahol az Indiana Evans által játszott főszereplőlány, Emma egyik legjobb barátnőjét alakította. Szintén ez évben forgatta le Adrift című rövidfilmjét, melyben Jessként volt látható Shanley Caswell, Rachel Brosnahan és Chris Brochu mellett.
2013. október 3-án feltűnt a The CW sikersorozatában, a Vámpírnaplókban az ötödik évad premierje során, ahol Megan szerepét ölthette magára, ám karaktere számára az egyetem első napja egyben az utolsó is volt.
2014-ben megkapta Gabi szerepét a The Fosters c. sorozatban és szintén erre az évre várható a Hello, My Name Is Frank c. filmje, melynek főszereplőjét, Alisát játssza. A komédia és dráma kategóriákba besorolt produkción jelenleg az utómunkálatokat végzik és Hayley mellett feltűnik még Brandon Jones, Mary Kate Wiles, Nate Hartley, Wayne Duvall és Garrett M. Brown is benne.
2014. április 25-én derült ki, hogy az 1985 és 1988 között futó nagysikerű rajzfilm, a Jem and the Holograms filmadaptációjának egyik főszerepében lesz látható Aubrey Peeples, Stefanie Scott és Aurora Perrineau oldalán. A premiert 2016-ra tűzték ki.

## Zenei karrier

### Hede
2007 novemberében alakult a Hede nevezetű zenekar, amit Hayley nagyapja után neveztek el és, ahol a főénekes, dalszerző szerepeket töltötte be. Annak ellenére, hogy a megalakulás előtt nem ismerték egymást a bandatagok, az idő múlásával igen közel kerültek egymáshoz és helyi sikereket értek el.
2008-ban adták ki a Myspace-en az öt dalt tartalmazó, önmagukról elnevezett albumuk, amit maguk a tagok árultak. 2009-ben jelent meg Warehouse című dalukhoz készült videóklipjük, de számos helyi rendezvényen felléptek és még egy Bandák Csatája versenyt is megnyertek.

### The Stunners
Szintén 2007-ben lehetőséget kapott arra, hogy csatlakozzon egy amerikai lánybandához, a The Stunnershöz, Tinashe Kachingwe, Allie Gonino, Marisol Esparza, Lauren Hudson és Kelsey Sanders mellé. Hat hónappal a megalakulás után leszerződtek a Columbia Recordshoz és kiadták debütáló kislemezüket, a Bubblegumot, majd felvettek egy dalt a Nickelodeon nagysikerű sorozatának, az iCarlynak hivatalos albumához.
2009-ben otthagyták a Columbiát és átigazoltak a Lionsgate Entertainmenthöz, ráadásul leforgattak egy pilotepizódot az MTV-nek egy új show-hoz. Még ez év októberében kiadtak egy öt dalt tartalmazó EP-t és elkészítették videóklipjüket a We Got It c. kislemezükhöz, ami 2010. február 22-én jelent meg.
Szintén 2009-ben, egészen pontosan decemberben megjelentettek egy ünnepi kislemezt, a Santa Bring My Soldier Home-ot Desmond Child produceri munkája alatt, és arra ösztönözték az embereket, hogy adományozzanak a külföldön időző katonáknak, akik nem tudják családjukkal tölteni az ünnepeket. A dalt a The Today Show-ban és a The Wendy Williams Show-ban is előadták.
A sikereknek köszönhetően rengeteg cég és ügynökség versenyzett értük, de végül a Universal Republic Recordshoz szerződtek le 2010-ben és kiadták vadonatúj kislemezüket, a Dancin' Around the Truth-t, amelyben közreműködött a New Boyz. A kisfilm június 2-án debütált, majd bejelentették, hogy Justin Bieber My World nevezetű turnéján fogják betölteni az előzenekari szerepet. 20 állomás után visszatértek Los Angelesbe, hogy új dalokat rögzítsenek olyan producerekkel és dalszövegírókkal, mint Toby Gad, The Cataracs, Dave Broome, Livvi Franc, Sheppard Soloman, Jimmy Harry és Tony Kanal. Novemberben leforgatták negyedik klipjüket a kaliforniai sivatagban Spin The Bottle c. dalukhoz, ami december 31-én jelent meg.
Ez utánra ígérték első, teljes hosszúságú albumukat, ami tartalmazta volna második hivatalos kislemezes dalukat, a Heart Stops Beatinget, amit Tinashe és Allie írtak, de a munkálatok abbamaradtak, mivel a banda feloszlott 2011-ben.

### Szólókarrier
2012. január 23-án Hayley feltöltött egy élő stúdiós mixet a Hunting Manből a YouTube-ra, egy általa írt szólódalt, amit saját maga kísért basszusgitárral. Október 15-én elindított egy rajongók által finanszírozott zenei projektet, a Pledge Music kampányt, amelynek értelmében biztosíthatták egy EP megjelenését anyagi támogatással. A projekt végül december 12-én sikeresen megvalósult, a hat dalt tartalmazó EP pedig A Belle to Remember címmel 2013. március 12-én meg is jelent, melyen olyan híres és elismert producerekkel, dalszövegírókkal dolgozott együtt, mint Jacques Brautbar, Owen Thomas, Lily-May Young, James Flannigan és Anders Grahn. A Belle to Rememberhöz készült videóklip július 8-án a YouTube-ra is felkerült és elmondása szerint a Vogue 2003-as Aliz Csodaországban témájú fotósorozata ihlette, melyet Annie Leibovitz készített el.

## Érdekességek
- Versenytáncos volt még színészi karrierje előtt.
- Scotty Nyugennel is táncolt együtt.
- Feketeöves karatés, emiatt pedig szívesen szerepelne akciófilmekben is.
- Fiona Apple és Adele a kedvenc előadói.
- Igazi fashionista, álma, hogy saját kollekciója, márkája legyen.
- Imádja A Grace klinikát.
- Egyetemre szeretne menni, mivel felvették az NYU-ra
- Tud dobolni, gitározni és zongorázni.
- Rajongói Kiyokiansnek nevezik magukat.
- Jelenleg Los Angelesben él családjával
- Leszbikus

## Filmográfia

### Sorozatok
| Év   | Cím                         | Eredeti cím              | Szerep                | Magyar hang        | Megjegyzések                                                                                           |
| ---- | --------------------------- | ------------------------ | --------------------- | ------------------ | --- |
| 2007 | Nincs mese                  | Unfabulous               | Rappelő, táncoló lány |                    | Vendégszereplő (3. évad: 4. rész)                                                                      |
| 2010 | Varázslók a Waverly helyből | Wizards of Waverly Place | Stevie Nichols        | Molnár Ilona       | Visszatérő szereplő (3. évad: 11. rész), (3. évad: 13. rész), (3. évad: 14. rész), (3. évad: 15. rész) |
| 2011 | Zeke és Luther              | Zeke and Luther          | Suzi Vandelintzer     |                    | Vendégszereplő (3. évad: 11. rész)                                                                     |
| 2011 | Tök Véletlen                | So Random!               | Önmaga                |                    | Vendégszereplő (1. évad: 16. rész)                                                                     |
| 2013 | Vámpírnaplók                | The Vampire Diaries      | Megan                 |                    | Az ötödik évad első részében tűnt fel Elena és Caroline szobatársaként, aki meghalt.                   |
| 2014 |                             | The Fosters              | Gabi                  |                    | Hét részben.                                                                                           |
| 2015 | CSI: Cyber helyszínelők     | CSI: Cyber               | Raven Ramirez         | Bogdányi Titanilla | Főszerep.                                                                                              |

### Filmek
| Év   | Cím                              | Eredeti cím                           | Szerep        | Magyar hang                                              |
| ---- | -------------------------------- | ------------------------------------- | ------------- | -------------------------------------------------------- |
| 2009 | Scooby-Doo! Az első rejtély      | Scooby-Doo! The Mystery Begins        | Vilma Dinkley | Madarász Éva                                             |
| 2010 | Scooby-Doo és a tavi szörny átka | Scooby-Doo! Curse of the Lake Monster | Vilma Dinkley | Madarász Éva                                             |
| 2011 | Limonádé                         | Lemonade Mouth                        | Stella Yamada | Bogdányi Titanilla                                       |
| 2012 | Kék lagúna: Ébredés              | Blue Lagoon: The Awakening            | Helen         | Lamboni Anna (1. szinkron) Berkes Boglárka (2. szinkron) |
| 2014 |                                  | Hello, My Name Is Frank               | Alisa         |                                                          |
| 2015 | Insidious – Gonosz lélek         | Insidious: Chapter 3                  | Maggie        | Csifó Dorina                                             |
| 2015 | Jem and the Holograms            | Jem and the Holograms                 | Aja           | Bogdányi Titanilla                                       |

### Rövidfilmek
| Év   | Cím                                    | Szerep        |
| ---- | -------------------------------------- | ------------- |
| 2010 | Scooby-Doo: The Whole World Loves You! | Vilma Dinkley |
| 2012 | Adrift                                 | Jess          |

## Diszkográfia

### Hede
EP:
- Hede (2008)

### The Stunners
EP:
- The Stunners[2] (2009)
  - Dancin' Around the Truth
  - We Got It
  - Electri-City
  - Imagine Me Gone
  - Meltdown

Kislemezek:
- Bubblegum (2009)
- Dancin' Around the Truth feat. New Boyz (2009)
- Santa Bring My Soldier Home (2009)
- Spin the Bottle (2010)
- We Got It (2010)

Egyéb albumokon:
- iCarly (2008)
  - Let's Hear It for the Boy

### Szólókarrier
EP:
- A Belle to Remember (2013)
  - A Belle to Remember
  - Rich Youth
  - Maple
  - Hit & Run
  - Wild & Wicked World
  - Better Than Love

Kislemezek:
- This Side of Paradise[3] (2014)

Egyéb albumokon:
- Limonádé (2011)
  - Turn Up the Music
  - Determinate
  - Here We Go
  - More Than a Band
  - Breakthrough
- Radio Disney Jams (15th B-Day Edition) (2011)
  - Determinate

Egyéb dalok:
- Lungs (2010)
- Excuse Me (2010)
- Broken At Bay (2011)
- Hunting Man (2012)
- Bittersweet (2012)

## Videóklipek
Hede
- Warehouse (2009)

The Stunners
- Bubblegum (2009)
- Dancin' Around the Truth feat. New Boyz (2009)
- We Got It (2009)
- Spin the Bottle (2010)

Szóló
- A Belle to Remember (2013)

## További információ
- Hivatalos oldal
- Hayley Kiyoko a Facebookon
- Hayley Kiyoko a PORT.hu-n (magyarul)
- Hayley Kiyoko az Internetes Szinkronadatbázisban (magyarul)
- Hayley Kiyoko az Internet Movie Database-ben (angolul)
- Hayley Kiyoko a Rotten Tomatoeson (angolul)